# Science Hill
Science Hill é uma cidade localizada no estado americano de Kentucky, no Condado de Pulaski.

## Demografia
Segundo o censo americano de 2000, a sua população era de 634 habitantes.
Em 2006, foi estimada uma população de 655, um aumento de 21 (3.3%).

## Geografia
De acordo com o United States Census Bureau tem uma área de
1,6 km², dos quais 1,6 km² cobertos por terra e 0,0 km² cobertos por água. Science Hill localiza-se a aproximadamente 244 m acima do nível do mar.

## Localidades na vizinhança
O diagrama seguinte representa as localidades num raio de 32 km ao redor de Science Hill.